# Grand Prix cycliste de Québec 2025
Le Grand Prix cycliste de Québec 2025 est la 14e édition de cette course cycliste masculine sur route. La course a lieu le vendredi 12 septembre 2025 autour de la ville de Québec, au Canada, et fait partie du calendrier UCI World Tour 2025 en catégorie 1.UWT. Il se court deux jours avant le Grand Prix cycliste de Montréal.

## Présentation

### Parcours
Le parcours présente quelques changements par rapport à celui de l'édition précédente. Il s'agit d'un circuit vallonné de 12 kilomètres à parcourir à dix-huit reprises soit une distance totale de 216 kilomètres. Ce circuit présente deux difficultés situées dans le dernier quart du parcours : la côte de la Montagne/rue du Fort (600 m avec une pente moyenne de 9 % et un passage à 13 %) et la montée finale vers la Grande Allée et le Parc de la Francophonie (1 000 m avec une pente moyenne de 3 %) où se juge l'arrivée.

### Équipes
Le Grand Prix cycliste de Québec faisant partie du calendrier de l'UCI World Tour, les dix-huit UCI WorldTeams y participent. Cinq équipes continentales professionnelles et une sélection nationale ont reçu une invitation.
| Unknown team category |
|                       |

## Classements

### Classement de la course
| \| Classement général \| Classement général \| Classement général \| Classement général \| Classement général \| \| Coureur \| Coureur \| Pays \| Équipe \| Temps \| \| ------------------ \| ------------------ \| ------------------ \| ------------------ \| ------------------ \| |         |      |        |       |
| |         |      |        |       |
| |         |      |        |       |
| Classement général |         |      |        |       |
| Coureur | Coureur | Pays | Équipe | Temps |

### Classements UCI
La course attribue des points au Classement mondial UCI 2025 selon le barème suivant :
| Position           | 1er | 2e  | 3e  | 4e  | 5e  | 6e  | 7e  | 8e  | 9e  | 10e | 11e | 12e | 13e | 14e | 15e | 16e à 20e | 21e à 30e | 31e à 50e | 51e à 55e | 56e à 60e |
| Classement général | 500 | 400 | 325 | 275 | 225 | 175 | 150 | 125 | 100 | 85  | 70  | 60  | 50  | 40  | 35  | 30        | 20        | 10        | 5         | 3         |